# Julie Page (Basketballspielerin)
Julie Ann Page (* 21. April 1983 in Stockport, Greater Manchester) ist eine britische Basketballspielerin. Sie ist 1,88 m groß und spielt als Power Forward bei Energa Toruń in Polen.
Page begann ihre Profi-Laufbahn 2006 in der DBBL bei den Saarlouis Royals, wo sie 2008 den DBBL-Pokal gewann und ins Finale um die deutsche Meisterschaft einzog. Nach weiteren Stationen in Italien und Frankreich spielte sie zuletzt in Polen.